# 新宿情報ビジネス専門学校
新宿情報ビジネス専門学校（しんじゅくじょうほうビジネスせんもんがっこう）とは、東京都中野区に1992年に開校した専門学校である。2023年3月に閉校となった。運営主体は新宿情報ビジネス専門学校。

## 沿革
1980年4月、東京の新宿西口にあった情報処理会社の企業内教育として開設された「新宿ビジネス学院」（新宿西口校）が母体となっている
- 1989年
  - 2月 - 東京都中野区の現校地を取得
  - 3月 - 新校舎設計に着手
  - 5月 - 新校舎建設工事着工
  - 10月 - 第1期工事竣工
  - 11月 - 建築基準法の規定による検査済証を取得。以後、新宿ビジネス学院中野校とする
- 1990年
  - 3月 - 第2期工事竣工
  - 4月 - 中野校と新宿西口校を統合し、中野校の校舎において新宿情報ビジネス専門学院となる
- 1992年5月 - 新宿情報ビジネス専門学校（東京都認可の専修学校）となる
- 2004年
  - 日本人学生対象に、「午前に学び午後から働ける産学連携デュアルシステム」並びに「キャリアデザイン教育」で学生の経済的・職業的自立支援システムを確立。[1]
  - この制度は内閣府・間接広報番組「ニッポン早わかり」で国の「若者自立・挑戦プラン」における日本版デュアルシステム推進中の教育機関として、全国UHF12局でテレビ放映。[2]
  - 9月21日中国廣東省教育庁一行が、9月22日には韓国WOOSONG INFORMATION COLLEGE一行が本校を視察。[3]
- 2005年 - 2006年
  - 上記制度で推進中のキャリアデザイン教育の研究論文が、東京都専修学校各種学校協会の論文紀要に採択。[4]
  - 専門課程に「春学期と秋学期で6ヶ月毎に単位が修得できるセメスター学修システム」を採用。各講座内容を再構築し、さらにバラエティーに富んだ教育カリキュラムを展開。職業訓練では、再就職委託訓練を6コース実施。[5]
- 2007年 - 2008年
  - ㈱ぎょうせい発行の「Forbesフォーブス日本版」、および社団法人雇用問題研究会発行の「キャリア教育の系譜と展開」で本校職業教育システムの研究事例を公表。[6]
- 2009年 - 2010年
  - 本校の1～4年制専門課程や職業委託訓練でのキャリアデザイン教育と産学連携デュアルシステムなどの教育活動について、情報産業新聞社から10月に取材を受け「日本情報産業新聞」で紹介される。[7]
  - 平成22年6月に全国専修学校各種学校総連合会の部会研修会で、本校が平成11年から推進中の専修学校等委託訓練の事例発表。　「公共職業訓練の受託の受け皿としての専門学校の活用の促進」として講演録にも掲載。[8]
- 2011年 - 2012年
  - 職業訓練も基金訓練から法制化された求職者支援制度に移行し、ジョブ・カード制度も導入して就職支援を強化。[9]
  - 離職者等再就職訓練や求職者支援訓練など、職業教育の高度化とキャリア・コンサルティングで就職支援を強化。[10]
- 2013年 - 2015年
  - 平成25年は世界的PCメーカ「日本HP」社が本校を取材。「講師も設備もハイレベル」を目指す本校のICT教育に関わる教育環境の現状を同社の公式Webサイトで紹介。[11]
  - 平成27年6月に全国専修学校各種学校総連合会の部会研修会で留学生受入れの推進について「その留意点と課題」の事例発表。平成27年度研修会講演録にも掲載される。[12]
- 2023年3月閉校となる。